# Stenellipsis fragilis
Stenellipsis fragilis är en skalbaggsart som först beskrevs av Bates 1874.  Stenellipsis fragilis ingår i släktet Stenellipsis och familjen långhorningar. Inga underarter finns listade i Catalogue of Life.